# 長脊玉米捲管螺
長脊玉米捲管螺，中國大陸直譯作伊索裁判螺，为玉米捲管螺屬下的一个种。玉米捲管螺舊屬捲管螺科，今屬假美蘭螺科。

## 外部連結
- 維基物種上的相關：長脊玉米捲管螺